# حداثا
حداثا (به عربی: حداثا) یک منطقهٔ مسکونی در لبنان است که در شهرستان بنت جبیل واقع شده‌است.
 حداثا   ۷۶۰ متر بالاتر از سطح دریا واقع شده‌است.